# Cây phát sinh hệ thống

Cây phát sinh hệ thống của sự sống Trái Đất dựa vào phân tích trình tự RNA ribosom 16S mà tái xây dựng nên.

Cây phát sinh hệ thống (chữ Anh: Phylogenetic tree), hoặc gọi là cây hệ thống, cây tiến hoá, là một loại biểu đồ hình cây trình bày quan hệ huyết thống giữa các cá thể khác loài hoặc cùng loài khác sắc tộc, là phương pháp miêu tả mối quan hệ tương quan giữa các sinh vật khác nhau trong Thông tin học sinh vật. Thông qua Phân loại học hệ thống, công tác phân loại, phân tích có thể giúp con người hiểu rõ quá trình lịch sử tiến hoá của tất cả sinh vật. Lĩnh vực học thuật phân tích quan hệ huyết thống cá thể gọi là Phát sinh học hệ thống, được ứng dụng cho nghiên cứu nhiều lĩnh vực, ví dụ như Phân loại học chi tự, Dịch tễ học và Sinh thái học. Tất cả sự sống trên Trái Đất đều là một bộ phận của Cây phát sinh hệ thống, chứng tỏ có tổ tiên chung.
Trong biểu đồ hình cây, mỗi một nút đại diện tổ tiên chung gần nhất của mỗi phân nhánh, và chiều dài đoạn thẳng giữa các nút tương ứng với khoảng cách tiến hoá (chẳng hạn như thời gian tiến hoá ước tính).

## Tóm tắt

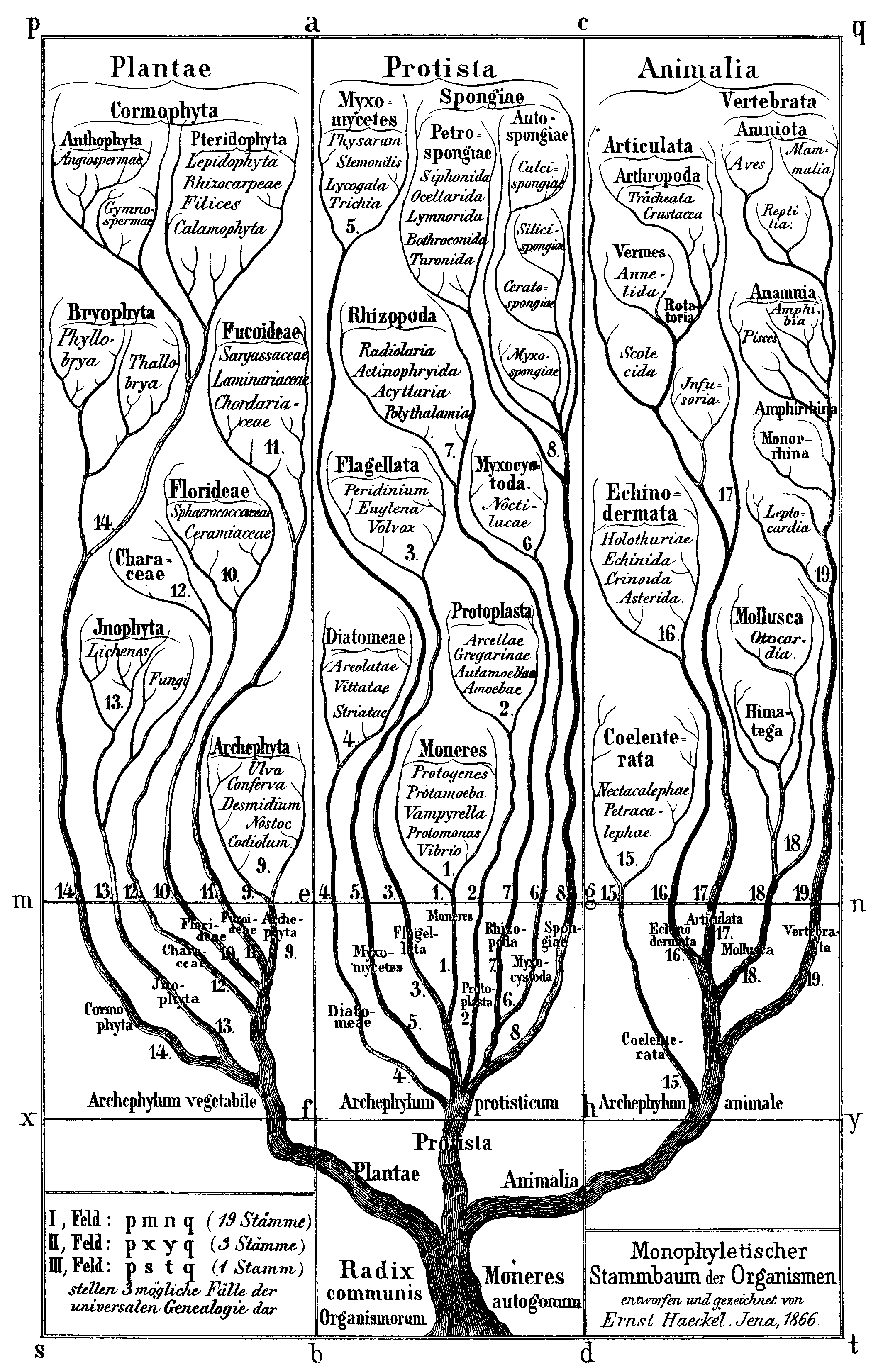
Cây hệ thống của Ernst Haeckel.

Các nhà sinh học luôn mơ ước xây dựng một gốc cây sự sống. Nó có thể miêu tả quy luật tiến hoá sinh vật và quan hệ huyết thống giữa các loài trong quá trình phát triển lịch sử Trái Đất, bằng cách sử dụng quan hệ tiến hoá huyết thống, chiều dài khoảng cách tiến hoá và mức độ tương đồng sinh học mà tiến hành phân loại sinh học. Đây chính là Cây phát sinh hệ thống.
Theo lí luận của Darwin, tất cả sinh vật cùng chung một tổ tiên, nói cách khác tất cả hình thức sự sống trên Trái Đất, bất luận là động vật, thực vật, nấm, sinh vật nguyên sinh, hay là sinh vật nhân sơ, đều có một nguồn gốc chung. Bất kì thực thể sinh vật gì, bao gồm gen, cá thể, quần thể, loài (cấp bậc cơ bản) và cấp bậc trên loài, nguồn gốc và lịch sử tiến hoá của nó được gọi là phát sinh hệ thống, Phát sinh học hệ thống là bộ môn nghiên cứu quy luật tiến hoá sinh vật và quan hệ huyết thống giữa các loài trong quá trình phát triển lịch sử Trái Đất.
Làm thế nào miêu tả và đánh giá chiều dài và quan hệ tiến hoá huyết thống giữa các loài ? Kết cấu Cây phát sinh hệ thống đã cung cấp gợi mở và đáp án cho chúng ta. Rễ, cành, nhánh và lá là bộ phận hợp thành cơ bản của một cây. Vì vậy, trong quá trình tiến hoá sinh vật gốc thời gian và điểm xuất phát tổ tiên chính là rễ cấu thành Cây phát sinh hệ thống, chiều dài và khoảng cách thời gian chính là cành, và các yếu tố tiến hoá như đột biến, hoán vị, trùng lặp,... chính là nhánh.
Phương tiện cấu thành Cây phát sinh hệ thống bao gồm so sánh và nghiên cứu hình thái học hoá thạch và đặc điểm giải phẫu học; so sánh hình thái học, giải phẫu học và sinh lí học của sinh vật hiện còn sống; sinh vật, đặc biệt là nghiên cứu phát sinh cá thể của sinh vật còn sống; phân tích DNA, ví dụ như phương pháp giải trình tự và phát sinh học hệ thống phân tử; ứng dụng số liệu phân tử để tái xây dựng quan hệ phát sinh hệ thống. Thông qua những số liệu này, con người đã có thể thiết lập Cây phát sinh hệ thống cho sinh vật. Căn cứ vào hình thức biểu diễn cụ thể của Cây phát sinh hệ thống, có thể chia làm hai loại: cây hệ thống loài và cây hệ thống gen.
Nhà sinh học tiến hoá có hứng thú nhiều hơn đối với thời gian phân hoá của loài hoặc quần thể và thời gian phân kì sau mỗi lần phân hoá, cho nên cây hệ thống loài là cây phát sinh hệ thống căn cứ vào một loạt sự kiện như thời gian phân hoá và thời gian phân kì mà tạo thành. Bất kì loài sinh vật gì, nếu muốn biết chính xác cây hệ thống loài (hoặc quần thể) là vô cùng khó khăn, nhưng chúng ta có thể thông qua xét nghiệm mối quan hệ tiến hoá của một số gen chứa trong sinh vật đó để suy đoán cây hệ thống loài (hoặc quần thể).
Cây hệ thống gen là cây phát sinh hệ thống dựa vào sự khác biệt của một gen đồng nguyên mà tạo thành. Cây hệ thống gen không hoàn toàn ngang bằng với cây hệ thống loài, sự khác biệt giữa hai loại cây là rất lớn. Thời gian phân hoá của cá thể khác loài phải sớm hơn thời gian phân hoá loài, nếu chỉ dùng gen đẳng vị để kiến tạo cây hệ thống loài, vậy thì rất nhiều nhân chủng sẽ xếp vào cùng với khỉ đột.
Căn cứ vào nút rễ, cây phát sinh hệ thống còn có thể chia làm cây mọc rễ và cây không rễ. Cây mọc rễ là cây có sẵn hướng, bao gồm một nút đặc thù gọi là rễ, dùng để biểu thị tổ tiên chung, từ điểm đó thông qua đường thẳng duy nhất có thể sản sinh nút khác. Cây không rễ không thể xác định rễ cây, không có nút chỉ định tổ tiên, chỉ có thể nhìn ra tính tương quan của mỗi nút, cho nên không có cách nào để phán đoán phân nhánh nào thuộc phân nhánh già, phân nhánh nào thuộc phân nhánh trẻ. Ngoài ra, cây không rễ là cây không có hướng, trong đó đoạn thẳng đều có khả năng hai hướng tiến hoá.

### Hình ảnh
- Human Y-Chromosome 2002 Phylogenetic Tree
- iTOL: Interactive Tree Of Life
- Phylogenetic Tree of Artificial Organisms Evolved on Computers Lưu trữ ngày 22 tháng 2 năm 2016 tại Wayback Machine
- Miyamoto and Goodman's Phylogram of Eutherian Mammals

### Tổng quát
- An overview of different methods of tree visualization is available at Page, R. D. M. (2011). "Space, time, form: Viewing the Tree of Life". Trends in Ecology & Evolution. 27 (2): 113–120. doi:10.1016/j.tree.2011.12.002. PMID 22209094.
- OneZoom: Tree of Life – all living species as intuitive and zoomable fractal explorer (responsive design)
- Discover Life An interactive tree based on the U.S. National Science Foundation's Assembling the Tree of Life Project
- PhyloCode
- A Multiple Alignment of 139 Myosin Sequences and a Phylogenetic Tree
- Tree of Life Web Project
- Phylogenetic inferring on the T-REX server
- NCBI's Taxonomy Database
- ETE: A Python Environment for Tree Exploration This is a programming library to analyze, manipulate and visualize phylogenetic trees. Ref.
- A daily-updated tree of (sequenced) life Fang, H.; Oates, M. E.; Pethica, R. B.; Greenwood, J. M.; Sardar, A. J.; Rackham, O. J. L.; Donoghue, P. C. J.; Stamatakis, A.; De Lima Morais, D. A.; Gough, J. (2013). "A daily-updated tree of (sequenced) life as a reference for genome research". Scientific Reports. 3: 2015. Bibcode:2013NatSR...3E2015F. doi:10.1038/srep02015. PMC 6504836. PMID 23778980.